# أروبا
أروبا جزيرة تقع جنوب البحر الكاريبي، وتشكل مجموعة مع جزر بونير وكوراساو والتي يشار إليها.
وهي منطقة ذات حكم ذاتي داخل مملكة هولندا حيث أنها لا تمتلك تقسيمات فرعية إدارية.
على عكس الكثير من مناطق البحر الكاريبي، فإن أروبا يسودها مناخ جاف وقاحل، ومليئة بالمناظر الطبيعية التي يصنعها الصبار. وقد ساعد هذا المناخ على السياحة حيث أن زوار الجزيرة يمكن أن يحظوا بالدفء، والطقس المشمس. وتقع هذه المنطقة خارج حزام الأعاصير.

## نبذة تاريخية

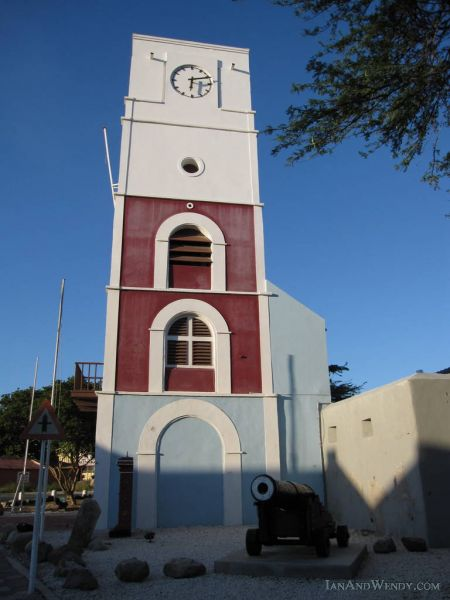
برج ويلم

كان يعتقد أن أول سكان أروبا هم من القبيلة الأرواكية، والذين هاجروا من فنزويلا هربا من هجمات الكاريبيين. وترجع قطع أقدم المستوطنات الهندية المعروفة من 1.000 م. وصعبت التيارات البحرية من سفر الزورق إلى الجزر الكاريبية الأخرى، وبالتالي ظلت ثقافة Caquetio قريبة إلى بر أمريكا الجنوبية.
وبدأت معرفة الأوربيين الأولى بأروبا عندما حصل عليها أميريغو فسبوتشي وألونسو دي أوخيدا في أغسطس 1499. ووصف فيسبوتشي في واحد من خطاباته الأربعة إلى لورنزو دي بييرفرانسيسكو دي ميديسي، رحلته إلى الجزر الموجودة على طول ساحل فنزويلا. وكتب عن جزيرة حيث معظم الشجر الموجود فيها من الخشب البرازيلي ومن هذه الجزيرة، ذهب إلى واحد على عشرة من السكان البعيدة، حيث كانوا يمتلكون منازل مبنية كما في البندقية. وفي رسالة أخرى وصف جزيرة صغيرة يسكنها شعب كبير جدا، حيث كان يعتقد أنها غير مأهولة. وتهيمن على اقتصاد الجزيرة 5 صناعات رئيسية: تعدين الذهب، وتعدين الفوسفات وتكرير البترول والسياحة.

## السياسة
باعتبارها بلد تابع لدستور المملكة لهولندية، فإن سياسة أروبا تتم في إطار من 21 عضوا في البرلمان وثمانية أعضاء في مجلس الوزراء. وعُيّن حاكم أروبا لمدة 6 سنوات من قبل الملك ورئيس الوزراء وانتخب ئائب رئيس الوزراء من قبل ستاتين (أو «البرلمان») لمدة 4 سنوات. ويتكون الستاتين من 21 عضو ينتخبون بالاقتراع الشعبي المباشر لكي يخدم لمدة أربع سنوات.
بالاشتراك مع هولندا، وبلد جزر الأنتيل الهولندية، وبلد أروبا من مملكة هولندا. حيث أنهم يتشاركوا نفس الجنسية الهولندية، ولا تزال تتشارك هذه البلاد الثلاث جواز السفر الهولندي كجواز سفر لمملكة هولندا. وبما أن عدد السكان في أروبا أنتيلز صغير، لذلك كان يجب على البلدين أن يحدوا من الهجرة. ولحماية السكان، فإنهم لديهم الحق في كي يسيطروا على قبول الناس من هولندا. وهناك الإشراف على قبول واستبعاد الناس من هولندا وتحديد الشروط العامة لقبول وطرد الأجانب.
وعمل بيتكو كرويس في أروبا لكي يخبر شعب أروبا ويعده للإستقلال. في عام 1976، قدمت لجنة عينت من قبل كرويس العلم والنشيد الوطني كرموز لسيادة واستقلال أروبا، كما أنه جهز عام 1981 كهدف لاستقلال أروبا. في آذار / مارس 1977، عقد أول استفتاء لتقرير المصير مع بدعم من الأمم المتحدة وصوّت نسبة 82% من المشاركين لصالح الاستقلال.
في المؤتمر الذي عقد في هاجو عام 1981, أعد استقلال أروبا لسنة 1991. في آذار / مارس 1983، واستنادا إلى الاستفتاء. وصلت أروبا أخيرا لموافقة رسمية داخل المملكة، من أجل استقلال أروبا، في البداية بدأت كبلد مستقل داخل مملكة هولندا، مع دستورها الخاص بها، وتمت الموافقة عليه بالإجماع في أغسطس 1985, وبعد أن عقدت الانتخابات للبرلمان الأروبي الأول، انفصلت أروبا عن جزر الأنتيل الهولندية وأصبحت رسميا بلد في مملكة هولندا في 1 يناير 1986, مع الاستقلال التام في عام 1996. ويرجع هذا الإنجاز إلى بيتيكو كرويس والدعم السياسي من الأمم الأخرى مثل الولايات المتحدة الأمريكية، بنما، فنزويلا والدول الأوربية المختلفة. وأعلن كرويس في وقت لاحق أعلنت «تحرير أروبا» بعد وفاته في عام 1986.
ومنذ 1 يناير 1986، تكونت المملكة من ثلاثة بلدان هي: هولندا، وجزر الأنتيل الهولندية، وأروبا. وعلى الرغم من أن "مساواة" البلدان التي ينص عليها في ديباجة الميثاق صراحة تنص على ""... نظراً إلى أنها قد أعربت عن إرادتهم بحرية لإقامة نظام دستوري جديد في مملكة هولندا، والتي ستجري المصالح الداخلية مستقلة ومصالحها المشتركة على أساس المساواة، والتي سوف تمنح بعضها البعض الآخر مساعدة متبادلة، فقد تحل بالتراضي "، وعمليا، فإن هولندا تعتبر أكثر قوة من جزر الانتيل الهولندية أو أروبا.

## الاقتصاد

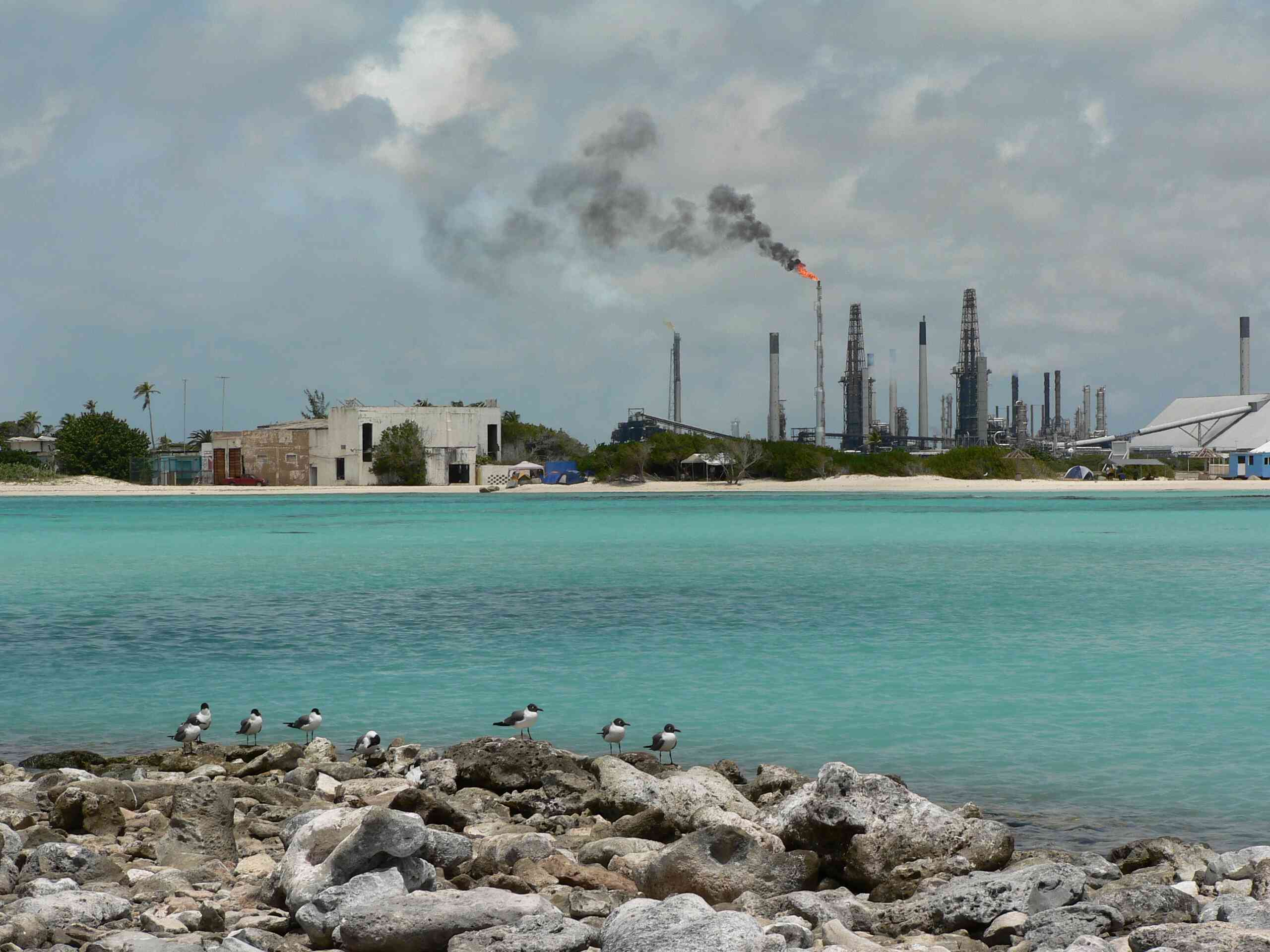
مصفاة نفط لشركة «فاليرو» في أروبا.

## التعليم
ينص نظام التعليم في أروبا، وهو نفس نمط النظام الهولندي، على التعليم في كل المستويات. وتموّل الحكومة نظام التعليم الوطني، باستثناء المدارس الخاصة، مثل المدرسة الدولية للأروبا (ISA)، والتي تموّل أنشطتها الخاصة. وتعتبر نسبة الأموال المخصصة للتعليم أكبر المتوسط بالنسبة لمنطقة البحر الكاريبي / منطقة أمريكا اللاتينية.
ويستفيد الأروبيين من مدرسة التعليم الابتدائي القوي. ويشتمل برنامج المدرسة الثانوية المجزأ على، التدريب المهني (التعليم الثانوي ما قبل المهني، والتعليم الأساسي (مافو)، والكليات الإعدادية (HAVO والمتطورة (VWO).
ويمكن تحقيق أهداف التعليم العالي من خلال برنامج التعليم المهني (EPI), وكلية المعلمين (IPA) وأيضا من خلال جامعة أروبا (UA) والتي تمنح درجة البكالوريوس والماجستير في القانون، والمالية والاقتصاد والضيافة وإدارة السياحة. وبما أن التعليم العالي على الجزيرة كان محدودا، لذلك يختار العديد من الطلبة أن يدرسوا بالخارج في بلاد أمريكا الشمالية، وأمريكا الجنوبية، فضلاً عن أوروبا أيضا.
هناك 68 مدرسة للتعليم الابتدائي، و 12 مدرسة للتعليم الثانوي، و 5 جامعات. في عام 2007، بلغ عدد طلاب الدوام الكامل المسجلين 22.930. وتجذب درجة حرارة أروبا الدافئة والطقس البحري الاستوائي المنعش السياح إلى الجزيرة على مدار العام. وتختلف درجة الحرارة قليلا من 28 درجة مئوية (82 ° °F))، وتعتدل بالرياح الثابتة من المحيط الاطلنطي. وتصل الأمطار السنوية بالكاد إلى [16] (19.7 in), ويسقط معظمها في نهاية الخريف.
تتمتع أروبا بواحد من أعلى مستويات المعيشة في منطقة البحر الكاريبي؛ ويعتبر انخفاض معدل البطالة أيضا إيجابية لأروبا. حوالي ثلاثة أرباع الناتج القومي الإجمالي لأروبا هو المكتسب عن طريق السياحة أو الأنشطة المتعلقة بها. ويكون معظم السياح من فنزويلا والولايات المتحدة الأمريكية (معظمهم من دول الشرق والجنوب)، وتعتبر أروبا أكبر شريك تجاري. وعلى الرغم من التوسع في مجال السياحة فإن معالجة البترول هي الصناعة السائدة في أروبا. وقدر نصيب الفرد من إجمالي الناتج المحلي ب 23,831 دولار: وهو من بين الأعلى في البحر الكاريبي والأمريكتين. وشركائها التجاريين الرئيسيين هما فنزويلا والولايات المتحدة وهولندا.
وفي عام 2006 غيّرت الحكومة الأروبية عدة قوانين ضرائبية من أجل مواصلة خفض العجز . حيث حولت الضرائب المباشرة إلى ضرائب غير مباشرة على النحو الذي اقترحه صندوق النقد الدولي. حيث فرضت 3% ضريبة على المبيعات والخدمات، في حين أن الضرائب على الدخل قد خفضت، وخفضت ضرائب الدخل التجارية بنسبة 20%. وعوضت الحكومة العمال ب 3.1% لتأثير أن B.B.O. سيكون في التضخم عام 2007. وكان التضخم على أروبا في عام 2007 8,7 ٪.
وتشير التقديرات أن نسبة 80% من سكان أروبا يكونوا mestizo نسبة 20% من طوائف أخرى. ويتحدث الأرواكين اللغة «لأسبانية المكسرة» والذي تعلمها أجدادهم في هيسبانيولا. وسيطر الهولندين لمدة 135 سنة بعد الأسبان، وترك الأرواكيين كي يزرعوا ويرعوا المواشي، واستخدموا الجزيرة كمصدر للحوم لممتلكات الهولنديين الأخرى في منطقة البحر الكاريبي.
ويعتبر التراث الأرواكي أقوى على أروبا من جزر الكاريبيين الأخرى. وعلى الرغم من عدم تبقي أي من دم السكان الأصليين، إلا أن ملامح سكان الجزيرة تظهر بوضوح تراثهم الوراثي من الأرواكيين.. وينحدر معظم السكان من الأرواكية، وإلى حدّ قليل من الأسبانية، الإيطالية، والهولندية والقليل من الفرنسية، والبرتغالية والبريطانية والجدود الأفريقية.
وفي الآونة الأخيرة كانت هناك هجرة كبيرة إلى الجزيرة من جيرانها الأمريكيين والأمم الكاريبية. ويمكن أن يرجع انجذابهم إلى الجزيرة إلى الأجور الكبيرة التي تدفعها الوظائف.
في عام 2007، وضعت قوانين جديدة للهجرة والتي تساعد في التحكم في نمو السكان عن طريق تقييد العاملين الأجانب بمدة إقامة لا تتجاوز 3 سنوات على الجزيرة.
الإحصاءات السكانية في أروبا أكثر من كوراساو وبونير والتي تأثرت بقربها من فنزويلا. وجاءت العديد من العائلات الأوربية عن طريق فنزويلا، وهناك زيادة موسمية من الفنزويليين الذين يعيشون في بيوت ثانية.

## الثقافة

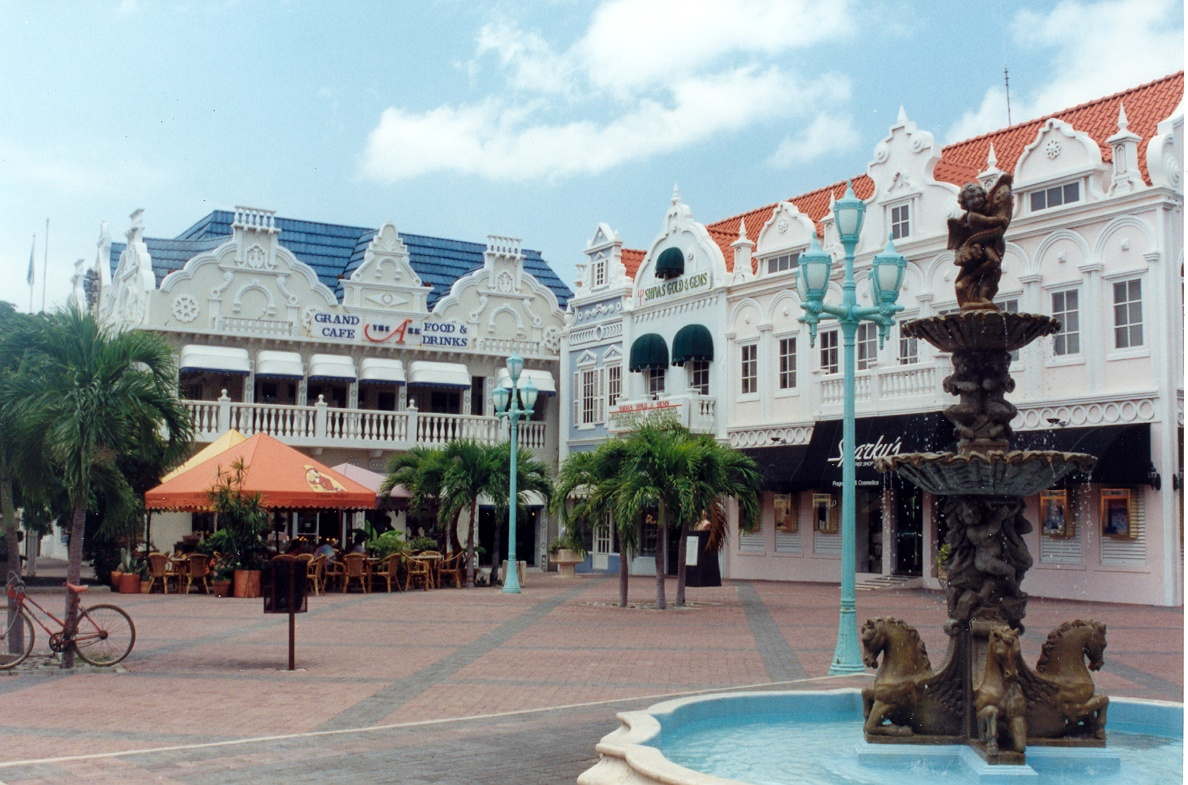
المباني المزخرفة في أورانجيستاد، أروبا.

تحتفل أروبا بعيدها القومي يووم 18 آذار / مارس. في عام 1976، قدّمت أروبا النشيد الوطني (أروبا Dushi Tera) والعلم.
وأعطت نشأة السكان وموقع الجزيرة أروبا ثقافة مختلطة. ولا يزال يمكن رؤية التأثير الهولندي، مثل في احتفالية " Sinterklaas" في 5 و 6 ديسمبر والإجازات الوطنية الأخرى مثل 30 أبريل، حيث تحتفل أروبا وبقية مملكة هولندا بيوم ميلاد الملكة أو "Dia di La Reina" (Koninginnedag)
ويحتفل بذكرى الميلاد المجيدة ورأس السنة الجديدة بالموسيقى والأغاني النمطية ل gaitas من أجل الميلاد وDande من أجل رأس السنة الجديدة، و"ayaca" و «ponchi كريما» و«لحم الخنزير»، وغيرها من الطعام والمشروبات المعتادة. ويتم فرقعة الألعاب النارية بملايين من الدولارات في منتصف ليلة رأس السنة الجديدة.
ويحتفل بيوم ميلاد بيتكو كرويس يوم 25 يناير. ويعتبر يوم إجازة الكرنفال يوم هام أيضا في أروبا، كما هو الحال في كثير من البلدان الكاريبي وبلدان أمريكا اللاتينية، و، مثل ماردي جرا، والذي يستمر لأسابيع. وبدأ احتفال أروبا، حوالي 1950, متأثرا بسكان الجزر القريبة من (فنزويلا، وسانت فنسنت وترينيداد وبربادوس، وسانت مارتن أنغويلا) الذين جاؤوا للعمل في تكرير النفط. وتغيّر الاحتفال بالمهرجان على مر السنين ويبدأ الآن من بداية يناير حتى الخميس قبل أربع الرماد مع عرض كبير في الأحد الأخير من المهرجان (الأحد قبل أربعاء الرماد). وهناك في حزيران / يونيو الاحتفال ب «سان خوان دي ضياء»، مع أغنية «ديرا جاي». وزودت السياحة من الولايات المتحدة في الآونة الأخيرة من إبراز الثقافة الأمريكية على الجزيرة، مع هذه الاحتفاليات بالهالوين ويوم الشكر في نوفمبر. كما أن الدين أيضا له تأثيراته: فيعتبر يوم الأسنشن ويوم الجمعة العظيمة إجازتان أيضا على الجزيرة.

## اللغة
يمكن أن تعتبر اللغة جزءاً هاما من ثقافة الجزيرة في أروبا. أدى الخليط الثقافي إلى نشوء مزيج من اللغات الذي يعرف ب البابيامينتو، وهي اللغة السائدة في أروبا. واللغتين الرسميتين هما اللغة الهولندية والبابيامينتو. والبابيامينتو هي اللغة التي تطورت عبر القرون، واستوعبت العديد من الكلمات من لغات أخرى مثل الهولندية والإنجليزية والفرنسية واللهجات الأفريقية المختلفة، والأهم من ذلك، من البرتغالية والإسبانية. ولكن، شأنها شأن العديد من الجزر في المنطقة، يتحدث الأسبانية أيضا في كثير من الأحيان. واللغة الإنجليزية لها اتصالات تاريخية (مع الإمبراطورية البريطانية) وهو معروف من قبل الجميع: كما نمى استخدام اللغة الإنجليزية بسبب السياحة. واللغات التي يتحدث بها الأخرى تعتمد على أساس حجم طائفتهم هي، البرتغالية والصينية والألمانية والفرنسية. ويقدم هذا الأخير في الدراسة الثانوية والجامعية، نظراً لأن نسبة عالية من الطلبة في أروبا يكملوا دراستهم في أوروبا.
في السنوات الأخيرة، أظهرت حكومة أروبا زيادة الاهتمام بمعرفة الأهمية الثقافية والتاريخية للغتهم الأصلية. ورغم أن تحدث البابيامينتو مشابهة إلى حدّ ما مع العديد من الجزر الناطقة بالبابيامينتو، ولكن هناك فرق كبير في لغة البابيامينتو المكتوبة. فإن التهجئة تختلف لكل جزيرة بل ولكل مجموعة من الناس. بعضهم يميل أكثر نحو الجذور البرتغالية ويستخدم التهجئة المعادلة لها (مثل "y" بدلا من "j"), في حين أن الأخرى يمكن أن يميلوا أكثر نحو الجذور الهولندية.
في كتاب قراصنة أمريكا، والذي نشر للمرة الأولى في 1678، ذكر شهود عيان أن الهنود في أروبا يتحدثوا «الأسبانية». ويرجع أقدم بيان حكومي مكتوب با البابيامينتو منذ عام 1803.
وتمتلك أروبا أربعة صحف تنشر باللغة البابيامينتو، دياريو، بون ضياء سولو دي بويبلو واوى منتا، واثنان باللغة الإنجليزية، أروبا اليوم والأخبار. وأميجو هي الصحيفة التي تنشر باللغة الهولندية.
وتمتلك أروبا 18 محطة إذاعية (2 AM و 16 FM) وثلاث محطات تلفيزيونية (تيلي أروبا، وشركة أروبا الإذاعية، وتلفزيون ستار) .

## البنية التحتية
يقع مطار الملكة بياتريس الدولي قرب أورنجيستاد. وهناك الرحلات اليومية في هذا المطار إلى مدن مختلفة في أنحاء الولايات المتحدة، سان خوان، وبورتوريكو؛ وميامي (فلوريدا، جنوب شيكاغو، إلينوي؛ بيتسبرغ في بنسلفانيا في فيلادلفيا وهيوستن (تكساس)؛ أتلانتا، جورجيا، شارلوت، كارولاينا الشمالية؛ واشنطن العاصمة؛ مدينة نيويورك، وبوسطن، ماساشوستس. كما أنه يربط بين أروبا مع تورونتو، أونتاريو، وأمريكا الجنوبية، ورحلات يومية إلى المطارات الدولية من فنزويلا وكولومبيا وبيرو والبرازيل وألمانيا وفرنسا وأسبانيا والمملكة المتحدة ومعظم أوروبا عن طريق مطار سخيبول في هولندا. وبدأت رحلة جوية مباشرة من إيطاليا في تشرين الثاني / نوفمبر 2008.
ووفقاً لهيئة المطار، استخدم ما يقرب من 1.7 مليون مسافر المطار، والذي كان نسبة 61% منهم من الأمريكين.
ولا يزال قسم الأمن الداخلي في الولايات المتحدة (DHS), وحماية الحدود والجمارك الأمريكية (CBP) قبل تيسير إزالتها بالكامل في أروبا، ساريا منذ 2008, وهي الجزيرة الوحيدة التي تقدم هذه التسهيلات للرحلات الخاصة. ومنذ عام 1999، وضعت وزارة الدفاع الأمريكية موقع العمليات المتقدمة (FOL) في المطار.
وتكون خدمات أتوبيسات النقل العام في أروبا في خدمة الأروبيين، وهي شركة حكومية وتبدأ عملياتها في الساعة 3.30 صباحا وحتى 12.30 صباحا 365 يوم في السنة، كما يمد القطاع الخاص بخدمات النقل في مناطق محددة مثل فندق أريا، وسان نيكولاس، وسانتا كروز، ونووراد.
وهناك اثنان من مقدمي خدمات الاتصالات السلكية واللاسلكية، وهم سيتار وهي الشركة الحكومية وديجيسيل أيرش وهي شركة خاصة مقرها في كينغستون، جامايكا، وسيتار هي تلك التي تقدم خدمات الإنترنت، ومؤتمر الفيديو، وجي إس إم للتكنولوجيا اللاسلكية والخطوط الأرضية وتوفر أحدث خدمات الاتصالات، وتعتبر ديجيسيل هي منافس سيتار في استخدام التكنولوجيا اللاسلكية جي إس إم plattaform.

## مشاهير الأروبيين
- • ديف بينتون، موسيقي، وفاز في مسابقة الأغنية الأوروبية 2001 التي تمثل إستونيا
- • بيتيكو كرويس، سياسي
- • خوليو Euson، موسيقي
- • بوبي فاريل، الموسيقي، بوني.إم
- • مارتن كواندوس، موسيقي من أصل أروبي- كولمبي
- • بيرسي Irausquin، مصمم أزياء
- • جين Kingsale. البيسبول
- • سيدني بنزون، البيسبول جرة
- • كالفن مادورو، البيسبول
- • انتوني كرويس، المولدين فنان etnia nativa
- • بيت فيلي، أمستردام فنان الهيب هوب
- • مايكل "Chayo" بيترسون، روتردام فنان الهيب هوب
- • خوان Chabaya Lampe "Padu Lampe" الملحن والموسيقار، مؤلف النشيد الوطني لأروبا

## روابط إضافية
- حكومة أروبا
- المصرف المركزي في أروبا
- المكتب المركزي للإحصاءات في أروبا
- أروبا للموانئ
- إدارة الشؤون الاقتصادية والتجارة والصناعة في أروبا
- هيئة مطار أروبا
- أروبا للتأمين الصحي (AZV)
- Aruba.com—البوابة الحكومية للسياحة

معلومات عامة
- Aruba  على كتاب حقائق العالم
- • أروبا من مكتبات UCB GovPubs
- أروبا على مشروع الدليل المفتوح
- أطلس ويكيميديا حول Aruba
- • أروبا الصفحات الصفراء والصفحات البيضاء
- الصفحات الصفراء أروبا
- أروبا بحث الجوال
- الخطوط الجوية الأمريكية
- جامعة أروبا